# Jeremias Benjamin Richter
Jeremias Benjamin Richter (ur. 10 marca 1762 w Hirschbergu, zm. 4 maja 1807 w Berlinie) – niemiecki chemik. W 1793 roku sformułował prawo stosunków równoważnikowych. Badał reakcje zobojętniania kwasów zasadami. Wprowadził termin stechiometria oznaczający naukę o stosunkach ilościowych reagujących substancji. 
W latach 1785-1789 studiował filozofię i matematykę w Królewcu, w 1789 uzyskując doktorat Po powrocie na Śląsk pracował jako geodeta, następnie jako ekspert i tłumacz literatury chemicznej oraz jako konstruktor instrumentów. W 1794 został sekretarzem górniczym, a od 1796 pracował we Wrocławiu, od 1800 asesor Zarządu Górniczo-Hutniczego w Berlinie. W niepełnym wymiarze godzin zajmował się wyłącznie badaniami chemicznymi.